# 威廉·范米爾德特

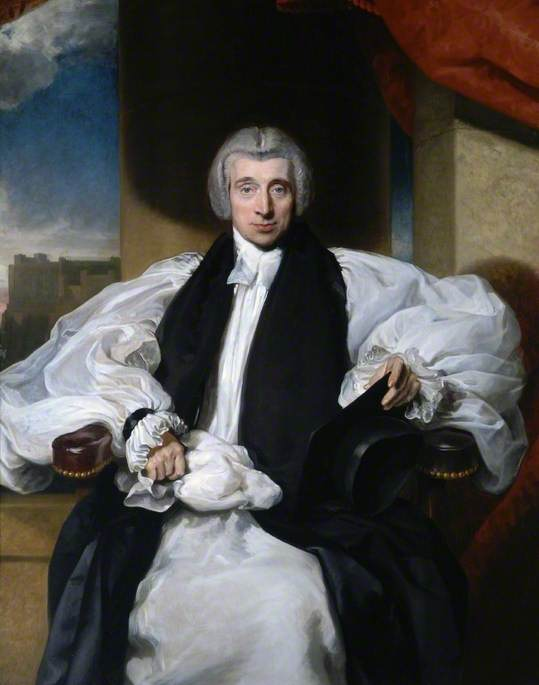
威廉·范米爾德特肖像，由湯馬士·勞倫斯繪製於1829年。

威廉·范米爾德特（1765年11月6日—1836年2月21日），是最後一個在全教區享有實際軍、政、經濟權力的英格蘭达勒姆主教（1826年-1836年），又稱采邑主教。由於身為達拉謨大學的重要創建者之一，達拉謨大學還設置了范米爾德特榮譽神學教授一职，以及1965年成立的范米爾德特學院，來紀念他。

## 生平
他先是位於倫敦的「來自苞的聖瑪莉」教堂牧師，1819年升任藍達夫教區的主教，1820年起並兼任聖保羅大教堂的首席常駐牧師直到1826年。最後來到達拉謨教區，擔任主教諸侯。
為了催生這所除了牛津劍橋之外英格蘭的第三所大學，他從本來的住所：達拉謨城堡搬至北方八英里處近郊的藍麗城堡。並把達拉謨城堡捐給大學，做為學生住宿的空間，直到今天，他仍是大學學院的宿舍。

除此之外，他也把位於城堡和達拉謨大教堂之間，圍繞著名叫「皇宮綠地」的美麗草坪的古典建築物全部捐給學校使用，他們包括了現在的音樂系、法律系、神學院以及圖書館等等。